# Simon Goldschmidt
Simon Benedikt Goldschmidt (geb. 1600 (wohl) in Kassel; gest. 14. Oktober 1658 ebenda), Schutzjude zu Kassel, war Hofbankier, Hofjuwelier, Erster Vorsteher und Schtadlan der Landesjudenschaft.

## Familie
Simon Goldschmidt war der Sohn des Hofbankiers Benedikt Goldschmidt und seiner Frau Rosina (Röschen). Er heiratete um 1630 Giedel (* nach 1608 (wohl) in Frankfurt am Main; † 1658 in Kassel), die Tochter des Wolf.
Er war der Urgroßvater des Kaufmanns Hesse Goldschmidt in Kassel.

## Leben
Simon Goldschmidt wird bereits 1625 in Kassel, später in den Jahren 1630–1635 auch in Fulda erwähnt.
Nach dem Tod seines Vaters im Jahre 1642 oder kurz danach übernahm er das Amt des Hofbankiers und Hofjuweliers.
Auch er hatte, wie schon sein Vater, einen sehr guten persönlichen Kontakt zum hessischen Landgrafen Wilhelm V. Im Dezember 1647 beschwerte er sich gemeinsam mit seinem Bruder Abraham mit Erfolg bei der Witwe des Landgrafen, der als Vormund des achtjährigen Wilhelm VI. regierenden Landgräfin Amalie Elisabeth, darüber, dass beide vom Bürgermeister und dem Rat der Stadt zur Gestellung von Pferden, Geschirren und dergleichen als Kriegsleistung aufgefordert seien, was ihrem Schutzbrief widerspreche. Bürgermeister und Stadtrat wurden daraufhin angewiesen, dies zu unterlassen, da Simon und Abraham „nicht unter städtischer Jurisdiktion, sondern unter dem landgräflichen Schultheissen stünden“. Ebenfalls 1647 wird Simon als Hausbesitzer „hinter der Wagen“ (also hinter der städtischen Waage) erwähnt.
Später versuchte er, die 1649 noch immer nicht genehmigten, sondern sogar unter Polizeistrafe stehenden Privat-Gottesdienste im Haus der Familie Goldschmidt durchführen zu lassen. Im Jahre 1651 suchte er um eine schriftliche Erlaubnis zur Abhaltung dieser Gottesdienste nach. Die Regierung gab ihm zwar keine persönliche Genehmigung, gestattete aber ganz allgemein, „den hier wohnenden Juden, deren einige doch wieder eingeschlichen waren, an retirierten abgelegenen Orten auch außerhalb des Goldschmidtschen Hauses“ abzuhalten. So wurde das Goldschmidt-Haus am „Judenbrunnen 10“ um die Jahrhundert-Mitte zum Mittelpunkt des kultischen Lebens in Kassel.
In 1652 tauschte Simon eine Wiese in der Unterneustadt, die er gemeinsam mit seiner Ehefrau Giedel besaß, gegen einen Garten vor dem Ahnaberger Tor.
Im selben Jahr und noch 1653 wird erwähnt, dass Simon Goldschmidt das Kasseler Schutzrecht für Joseph Münzenberg aus Fulda hintertrieb, um das dessen Mutter Gente kämpfte, da dessen Vater Jacob zu den Anhängern des orthodoxen Rabbiners Isaak in Bettenhausen gehörte, einem erklärten Gegner der Familie Goldschmidt.
1655 lieferte Simon der Kasseler Münze das benötigte Prägesilber.
Auf seine Anregung hin sollen ab 1655 auch die Tabak-Kulturen im Werra-Tal entstanden sein, die nachweislich von ihm zumindest gefördert wurden.
Im Jahre 1656 schenkte er dem Landgrafen als Neujahrsgeschenk zwei Kristallleuchter, wie es sonst nur die Angehörigen des Hofes zu tun pflegten. Der Landgraf machte ihm ein Geldgeschenk. Aus diesem seltenen Fall, dass ein Landesherr mit einem Hofjuden Geschenke austauscht, wird Simons Position bei Hofe deutlich.